# David Raum
David Raum (født 22. april 1998) er en tysk professionel fodboldspiller, som spiller for Bundesliga-klubben RB Leipzig og Tysklands landshold.

## Klubkarriere

### Greuther Fürth
Raum begyndte sin karriere hos Greuther Fürth, hvor han gjorde sin førsteholdsdebut i 2016. Han havde sit gennembrud på førsteholdet i 2019-20 sæsonen, og i 2020-21 sæsonen lavede han 15 assists i 2. Bundesligaen, flere end nogen anden den sæson, og var en central del af at Fürth rykkede op i Bundesligaen.

### 1899 Hoffenheim
Det blev i januar 2021 annonceret at Raum ville skifte til 1899 Hoffenheim når han kontrakt med Fürth udløb i juli 2021. Han imponerede i sin debutsæson, og blev inkluderet på årets hold i Bundesligaen.

### RB Leipzig
Raum skiftede i juli 2022 til RB Leipzig.

## Landsholdskarriere

### Ungdomslandshold
Raum har repræsenteret Tyskland på flere ungdomsniveauer. Han var del af Tysklands trup som vandt U/21-Europamesterskabet i 2021.

### Olympiske landshold
Raum var del af Tysklands trup til sommer-OL 2020.

### Seniorlandshold
Raum debuterede for Tysklands landshold den 5. september 2021.

## Titler
RB Leipzig
- DFB-Pokal: 1 (2022-23)
- DFL-Supercup: 1 (2023)

Tyskland U/21
- U/21-Europamesterskabet: 1 (2021)

Individuelle
- Bundesliga Sæsonens hold: 1 (2021-22)